# Ratos de Porão
I Ratos de Porão (lett. "ratti da scantinato"), anche conosciuti con l'acronimo R.D.P., sono un gruppo musicale brasiliano Hardcore punk, D-beat e Crust punk.

## Storia
Sono originari di San Paolo del Brasile. La loro musica è una combinazione di Hardcore Punk e Metal.
Alla fine degli anni ottanta i loro dischi raggiunsero fama a livello internazionale, e ciò permise alla band di iniziare a fare tour oltreoceano.
Alla fine degli anni novanta li vediamo in Europa, con il fine di promuovere il loro CD di cover Feijoada acidente?
I loro testi trattano di argomenti politici e sociali, anche prendendo spunto dalla vita di tutti i giorni che si conduce in Brasile.
Carniceria Tropical (realizzato e prodotto da Billy Anderson), è cantato in portoghese, ad eccezioni di una canzone cantata in italiano (Quando Ci Vuole, Ci Vuole!), in giapponese (Ultra Seven no Uta), una in spagnolo (Rabia Social) e altri cantati in inglese.

## Formazione
- João Gordo (João Francisco Benedan) - voce
- Jão (João Carlos Molina Esteves) - chitarra
- Juninho (Paulo Sergio Sangiorgio Júnior) - basso
- Boka (Maurício Alves Fernandez) - batteria

## Discografia
Album in studio
- 1984 - Crucificados pelo sistema
- 1986 - Descanse em Paz
- 1987 - Cada Dia Mais Sujo e Agressivo (pubblicato anche come Dirty and Aggressive)
- 1989 - Brasil
- 1991 - Anarkophobia
- 1994 - Just Another Crime in... Massacreland
- 1994 - Brasil / Anarkophobia
- 1995 - Feijoada Acidente?
- 1997 - Carniceria Tropical
- 2000 - Guerra Civil Canibal
- 2001 - Sistemados pelo crucifa
- 2002 - Onisciente Coletivo
- 2006 - Homem inimigo do homem
- 2010 - Ratos de Porão & Looking for an Answer
- 2014 - Século Sinistro
- 2022 - Necropolítica
- 2023 - Isentön päunokü

Live
- 1985 - Ratos de Porão / Cólera - Ao vivo
- 1992 - RDP ao Vivo
- 2003 - Ao Vivo no CBGB

Raccolte
- 1999 - Periferia - 1982
- 2000 - Só Crassicos
- 2012 - No Money, No English

Partecipazioni
- 1982 - O começo do fim do mundo
- 1982 - Sub
- 1985 - Ataque sonoro
- 2000 - South America In Decline
- 2001 - Alpha Motherfuckers - A Tribute to Turbonegro
- 2001 - Victor Jara - Tributo Rock
- 2002 - Apocalipse Always
- 2002 - D.R.I. Tribute - We Don't Need Society

### Album tributo
- 1999 - Traidô - 20 Bandas tocando R.D.P.